# Hierges
Hierges ist eine französische Gemeinde mit 164 Einwohnern (Stand 1. Januar 2022) im Département Ardennes. Sie grenzt im Nordwesten an Belgien und liegt im 2011 gegründeten Regionalen Naturpark Ardennen.

## Sehenswürdigkeiten
- Église Saint-Jean-Baptiste, im Stil der Renaissance von 1572 bis 1579 erbaute Kirche
- Château de Hierges, im 16. Jahrhundert erbautes Schloss

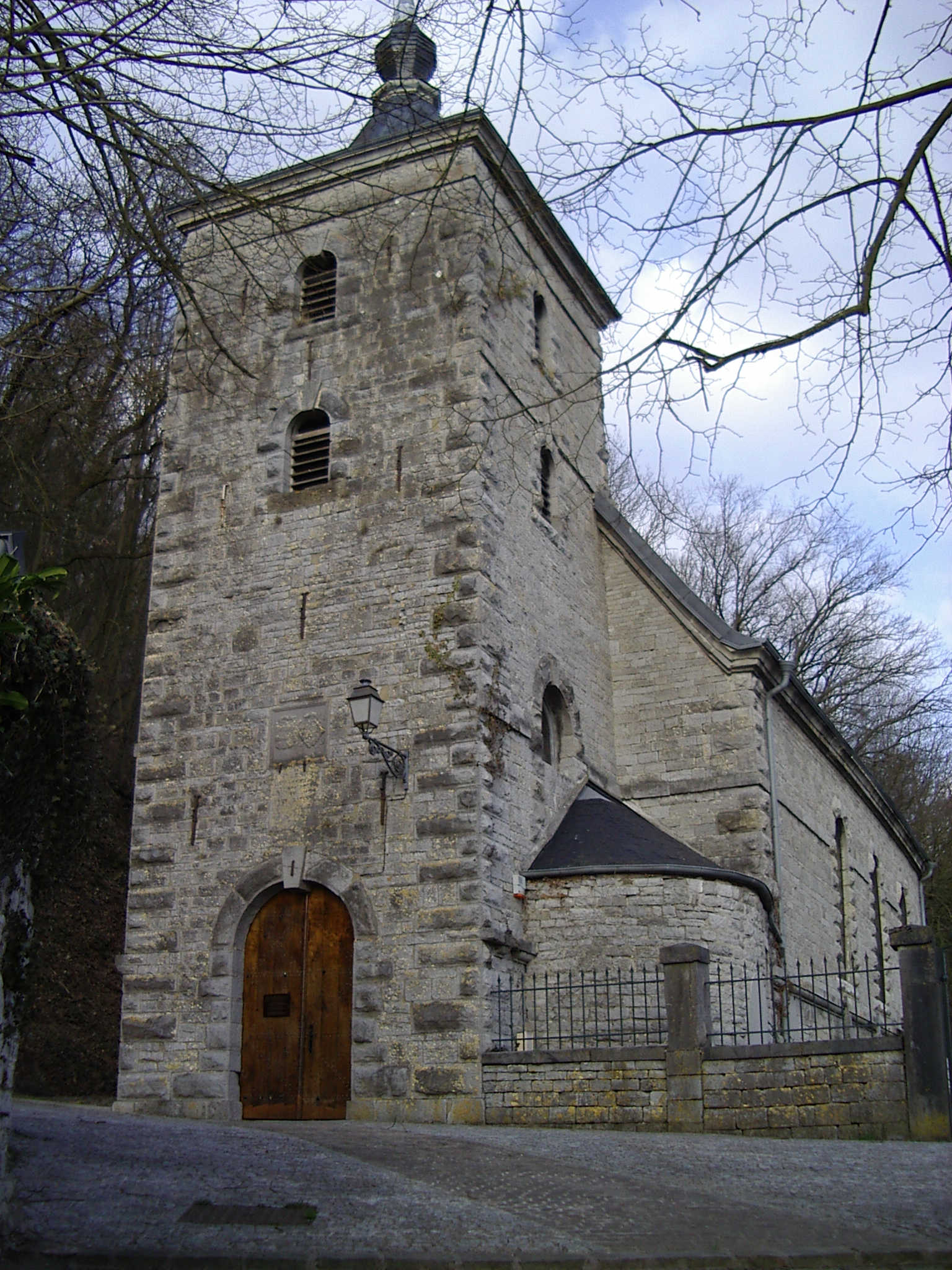
Saint-Jean-Baptiste
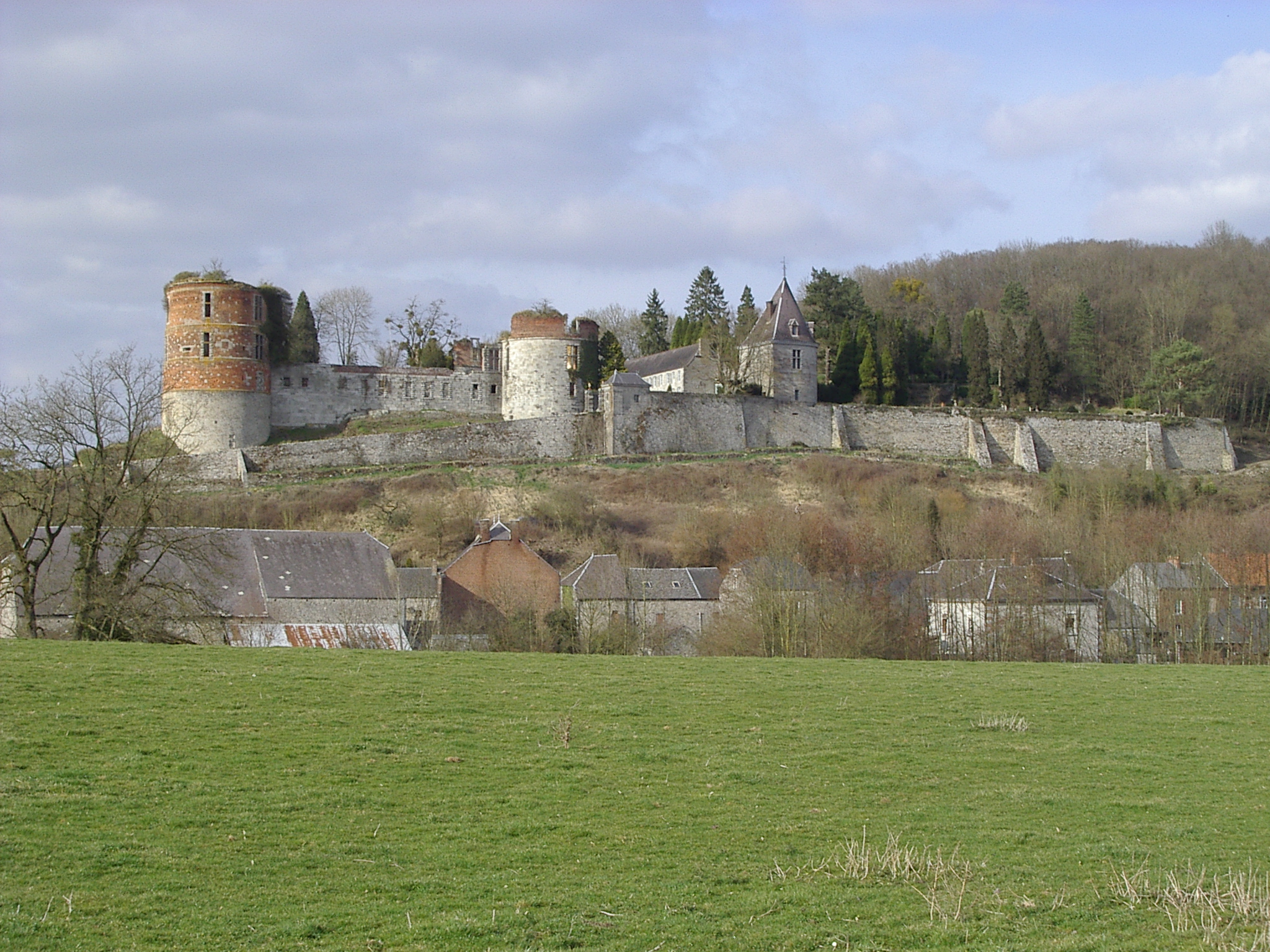
Château de Hierges

## Bevölkerungsentwicklung
| Jahr                      | 1962 | 1968 | 1975 | 1982 | 1990 | 1999 | 2006 | 2014 |
| ------------------------- | ---- | ---- | ---- | ---- | ---- | ---- | ---- | ---- |
| Einwohner                 | 245  | 297  | 324  | 300  | 254  | 220  | 202  | 204  |
| Quelle: Cassini und INSEE |      |      |      |      |      |      |      |      |